# Gatão
Gatão é uma povoação portuguesa do Município de Amarante que foi sede da Freguesia de Gatão, freguesia que tinha 5,99 km² de área e 1 586 habitantes (2011), e, por isso, uma densidade populacional de 265 hab/km².
A Freguesia de Gatão foi extinta em 2013, no âmbito de uma reforma administrativa nacional, tendo sido agregada às freguesias de São Gonçalo, Madalena e Cepelos, para formar uma nova freguesia denominada União das Freguesias de Amarante (São Gonçalo), Madalena, Cepelos e Gatão com sede em São Gonçalo.

## Património
- Igreja de São João Baptista (Amarante) onde se encontram frescos quinhentistas, descobertos pelo seu pároco ( Janeiro de 1929 - Outubro de 1945), Manuel da Silva Couto.
- Pelourinho de Santa Cruz de Ribatâmega

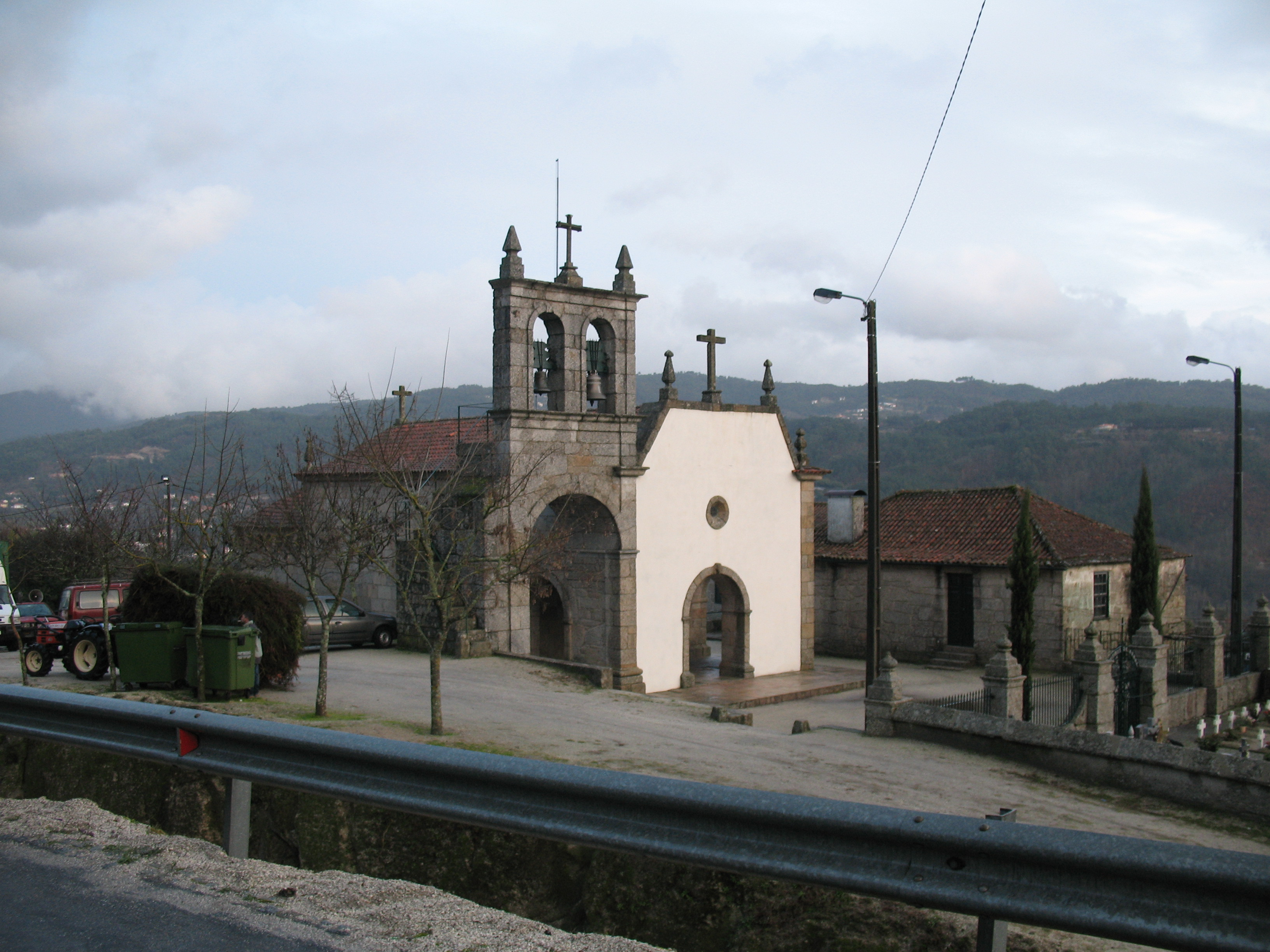
Igreja Matriz Gatão

- Casa de Pascoaes
- Casa e Quinta da Tardinhade

## População
| População da freguesia de Gatão | População da freguesia de Gatão | População da freguesia de Gatão | População da freguesia de Gatão | População da freguesia de Gatão | População da freguesia de Gatão | População da freguesia de Gatão | População da freguesia de Gatão | População da freguesia de Gatão | População da freguesia de Gatão | População da freguesia de Gatão | População da freguesia de Gatão | População da freguesia de Gatão | População da freguesia de Gatão | População da freguesia de Gatão |
| ------------------------------- | ------------------------------- | ------------------------------- | ------------------------------- | ------------------------------- | ------------------------------- | ------------------------------- | ------------------------------- | ------------------------------- | ------------------------------- | ------------------------------- | ------------------------------- | ------------------------------- | ------------------------------- | ------------------------------- |
| 1864                            | 1878                            | 1890                            | 1900                            | 1911                            | 1920                            | 1930                            | 1940                            | 1950                            | 1960                            | 1970                            | 1981                            | 1991                            | 2001                            | 2011                            |
| 619                             | 688                             | 663                             | 652                             | 790                             | 832                             | 800                             | 893                             | 984                             | 1 005                           | 1 053                           | 1 429                           | 1 391                           | 1 564                           | 1 586                           |

| Distribuição da População por Grupos Etários | Distribuição da População por Grupos Etários | Distribuição da População por Grupos Etários | Distribuição da População por Grupos Etários | Distribuição da População por Grupos Etários | Distribuição da População por Grupos Etários | Distribuição da População por Grupos Etários | Distribuição da População por Grupos Etários | Distribuição da População por Grupos Etários | Distribuição da População por Grupos Etários |
| -------------------------------------------- | -------------------------------------------- | -------------------------------------------- | -------------------------------------------- | -------------------------------------------- | -------------------------------------------- | -------------------------------------------- | -------------------------------------------- | -------------------------------------------- | -------------------------------------------- |
| Ano                                          | 0-14 Anos                                    | 15-24 Anos                                   | 25-64 Anos                                   | > 65 Anos                                    |                                              | 0-14 Anos                                    | 15-24 Anos                                   | 25-64 Anos                                   | > 65 Anos                                    |
| 2001                                         | 280                                          | 294                                          | 812                                          | 178                                          |                                              | 17,9%                                        | 18,8%                                        | 51,9%                                        | 11,4%                                        |
| 2011                                         | 255                                          | 194                                          | 908                                          | 229                                          |                                              | 16,1%                                        | 12,2%                                        | 57,3%                                        | 14,4%                                        |

## Gastronomia
- Cabrito Assado no Forno
- Vinhos verdes (rota dos vinhos verdes)